# Yakalar, Kemer
Yakalar là một xã thuộc huyện Kemer, tỉnh Burdur, Thổ Nhĩ Kỳ. Dân số thời điểm năm 2010 là 366 người.